# فرودگاه اوپوله-کامین شلاسکی
فرودگاه اوپوله-کامین شلاسکی (به انگلیسی: Opole-Kamień Śląski Airport) (به زبان بومی: Port Lotniczy Opole-Kamień Śląski) یک فرودگاه همگانی مسافربری است که یک باند فرود بتن دارد و طول باند آن ۲۳۰۰ متر است. این فرودگاه در شهر اوپوله کشور لهستان قرار دارد و در ارتفاع ۲۰۸ متری از سطح دریا واقع شده است.